# كويتشي كوباياشي (لاعب غو محترف)
كويتشي كوباياشي (باليابانية: 小林光一؛ بالكانا: こばやし こういち) هو لاعب غو محترف ‏ ياباني، ولد في 10 سبتمبر 1952 في أساهيكاوا في اليابان.